# Tis – Svaz pro ochranu přírody a krajiny
Tis - Svaz pro ochranu přírody a krajiny byl v letech 1969–1979 v České socialistické republice působící dobrovolnou organizicí zaměřenou na ochranu přírody. Byl samostatným svazem s pobočkami v krajích, plánem činnosti, stanovami a základními skupinami. Vznikl jako první občanská ekologická organizace v Československu.

## Historie
Již od roku 1958 existoval z iniciativy Otakara Leiského při Národním muzeu v Praze Sbor ochrany přírody, na jehož základech pak vznikl Tis - Svaz pro ochranu přírody a krajiny, oficiálně povolený Ministerstvem vnitra ČSR 15. listopadu 1969.

## Činnost
Naplňování ústředního hesla Tisu Poznej a chraň mělo napomáhat Desatero ochranářských zásad. Tis se kromě ekologické výchovy věnoval i krajinné ekologii. Jeho průzkumy se zaměřovaly na oblasti určené k těžbě, výstavbě přehrad a na ochranu památkových a přírodně cenných území, přičemž se řešila i zeleň v sídlištích a dopravní situace ve městech. Mezi zásadní projekty patřil výzkum v oblasti uranových dolů v Hamru na Jezeře, který pomohl zmírnit plánovanou devastaci, a úspěšné zastavení výstavby přehrady na Křivoklátsku, nyní chráněné krajinné oblasti. Organizace Tis tak plnila roli výzkumné instituce, která posuzovala dopady na krajinu, což v té době zákon nevyžadoval. V rámci Tisu také Ivan Makásek založil v září 1978 časopis Nika jako zpravodaj 68. základní skupiny Taraxacum.

## Zánik v roce 1979
Tis se s postupující normalizací stal nepohodlným, protože si dovolil kritizovat i rozhodnutí vlády. Ve svých stanovách možná jako jediný svaz neměl zakotvenou vedoucí úlohu KSČ. Pod vzrůstajícím tlakem ze strany komunistického aparátu byl donucen se k 31. prosinci 1979 rozpustit. Byl nahrazen novou organizací, Českým svazem ochranců přírody, který vznikl mimo Národní frontu z iniciativy Ministerstva kultury ČSR 11. září 1979. Ke konci 70. let měl Tis 16 tisíc individuálních a 35 kolektivních členů.

## Obnovení činnosti po roce 1989
V roce 1989 byla činnost Tisu obnovena pod jménem Hucul Club - TIS a vedení se ujali Otakar Leiský a Eliška Nováková. Tajemníkem HC- TIS v současné době je Ing. Leander Leiský (nar. 1951). Hucul Club, který byl původně součásti Tisu - Svazu pro ochranu přírody a krajiny, přešel po zániku Tisu v roce 1979 pod tělovýchovnou jednotu Aster.